# Ines Eichmüller

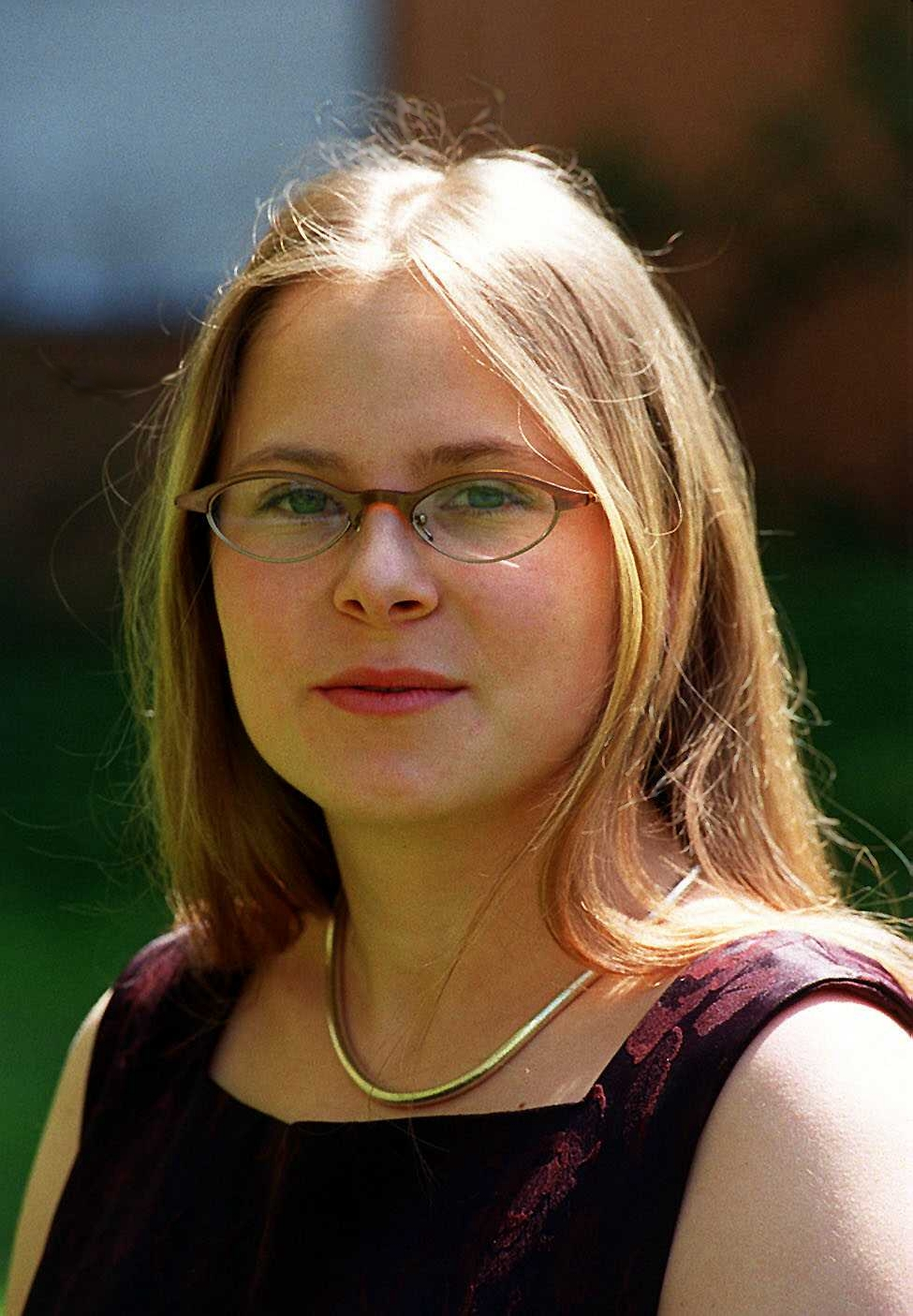
Ines Eichmüller (2005)

Ines Eichmüller (* 1. Mai 1980 im Landkreis Nürnberger Land) ist eine deutsche Politikerin (Bündnis 90/Die Grünen).

## Leben
Eichmüller absolvierte ihr Abitur 2000 in Nürnberg. Sie studierte Politische Wissenschaft, Soziologie und Pädagogik an der Friedrich-Alexander-Universität Erlangen-Nürnberg, wo sie auch Mitglied im studentischen Konvent war. Im Bayerischen Landtag war sie Mitarbeiterin der gleichstellungspolitischen Sprecherin der Grünen, Claudia Stamm.
Eichmüller ist verheiratet mit Tessa Ganserer, zusammen haben sie zwei Söhne.

## Politik
Ines Eichmüller ist Gründungsmitglied der Grünen Jugend Bayern, der Jugendorganisation von Bündnis 90/Die Grünen. In den Jahren 1999 und 2000 war sie auf Landesebene bei der Grünen Jugend Bayern aktiv. Von 1998 bis 2000 war sie Sprecherin des bayrischen Landesverbands, anschließend koordinierte sie das Fachforum Gleichberechtigung. Von März 2003 bis Mai 2005 war sie Bundessprecherin der Grünen Jugend. Von 2000 bis 2002 war sie in Nürnberg Kreisvorsitzende von Bündnis 90/Die Grünen, von 2004 bis 2010 Mitglied im Präsidium des Bundesfrauenrates von Bündnis 90/Die Grünen. Nach 2009 war sie Sprecherin vom Ortsverband Gostenhof von Bündnis 90/Die Grünen.
Thematische Schwerpunkte ihrer politischen Arbeit sind Gender-Mainstreaming/Geschlechtergerechtigkeit, Umweltpolitik und der Einsatz für Menschenrechte und Frieden. Seit 2013 organisiert sie ehrenamtlich den OBR-Event gegen die Gewalt an Frauen und Mädchen in Nürnberg.